# Saint-Cyr (Ardèche)
Saint-Cyr – miejscowość i gmina we Francji, w regionie Owernia-Rodan-Alpy, w departamencie Ardèche.
Według danych na rok 1990 gminę zamieszkiwało 841 osób, a gęstość zaludnienia wynosiła 104 osoby/km² (wśród 2880 gmin regionu Rodan-Alpy Saint-Cyr plasuje się na 877. miejscu pod względem liczby ludności, natomiast pod względem powierzchni na miejscu 1272.).